# Czara włocławska
Czara włocławska – naczynie z I poł. X wieku, znajdujące się w Muzeum Narodowym w Krakowie i eksponowane w Galerii Rzemiosła Artystycznego.

## Historia
Czara najprawdopodobniej pierwotnie była kielichem mszalnym. Została przypadkowo wyorana na polu pod Włocławkiem 3 maja 1909 r., przy drodze prowadzącej do Brześcia Kujawskiego przez Michała Marciniaka i Jana Sapińskiego, którzy oddali ją do pobliskiego klasztoru Ojców Reformatów, w ręce o. Benedykta Wierciocha, ten zaś przekazał ją Szymonowi Rajcy, kustoszowi muzeum Polskiego Towarzystwa Krajoznawczego we Włocławku. W porozumieniu z ks. Władysławem Górzyńskim, historykiem i profesorem Wyższego Seminarium Duchownego, postanowił oddać czarę do konserwacji w pracowni Braci Łopieńskich w Warszawie. W obawie przed konfiskatą naczynia przez władze rosyjskie, czarę w 1910 roku zdeponowano w Muzeum Narodowym w Krakowie (zabór austriacki).
Dyrektor Muzeum Kujawskiego, Henryka Królikowska upomniała się w Krakowie o zwrot oryginału, okazało się jednak, że ojcowie reformaci ostatecznie sprzedali czarę, za którą otrzymali 1000 koron (przekazane w dwóch ratach), a uzyskane środki przeznaczyli na modernizację kościoła.
Kontrakt przewidywał również wykonanie dwóch kopii czary dla Muzeum Kujawskiego i Muzeum Diecezjalnego we Włocławku. Pierwsza z nich jest obecnie eksponowana na wystawie stałej w Muzeum Historii Włocławka, druga w późniejszych latach zaginęła. W 2011 roku kopia czary ponownie znalazła się w zbiorach Muzeum Diecezjalnego, dzięki wsparciu Ministerstwa Kultury i Dziedzictwa Narodowego.
Z okazji 100-lecia włocławskiego muzeum, obchodzonego w 2009 roku, czara wróciła na chwilę do Włocławka, gdzie przez miesiąc była eksponowana w Zbiorach Sztuki.

## Opis

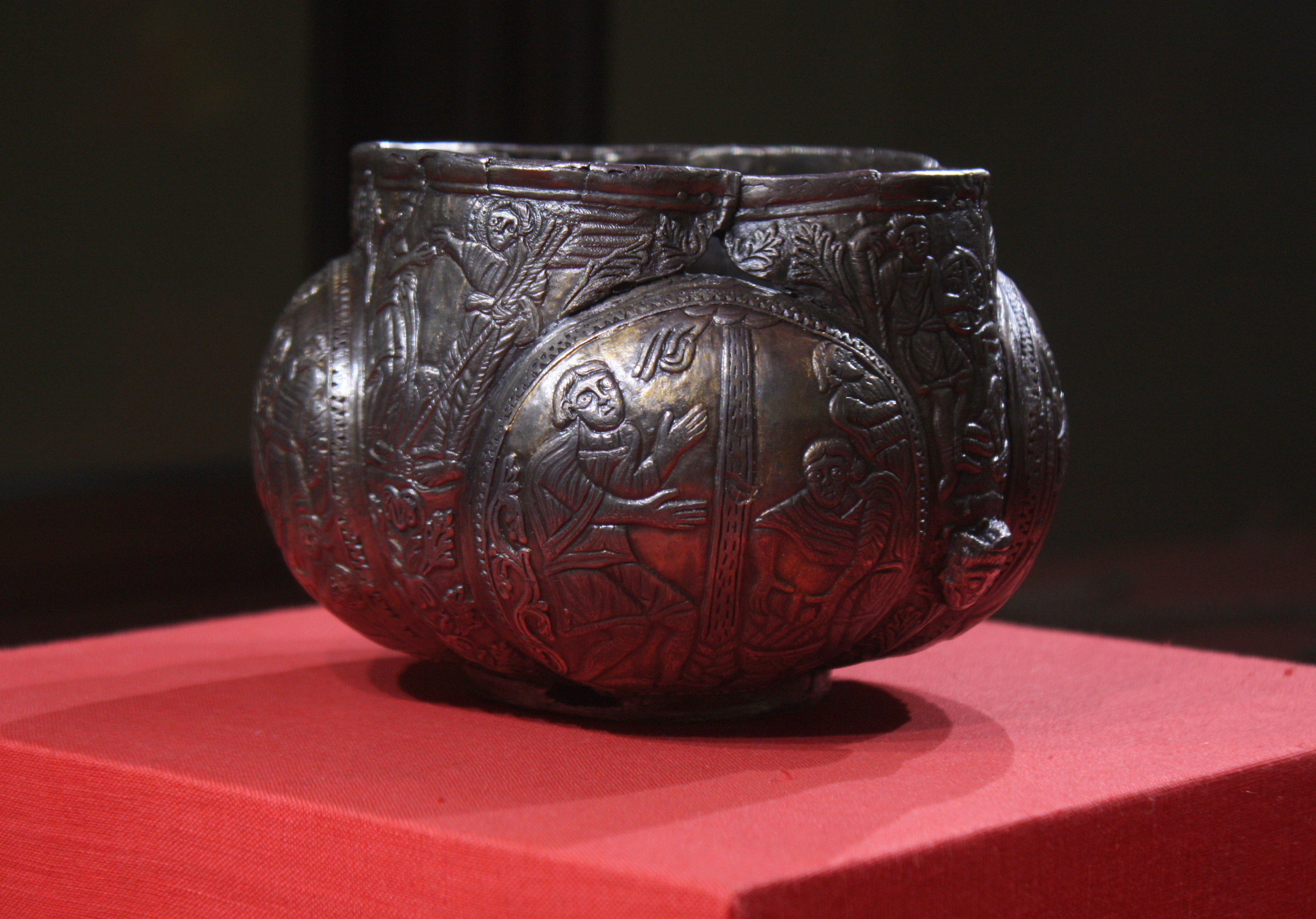
Zachowana kopia Czary włocławskiej

Jest to naczynie pozbawione stopy, wykonane ze srebra, częściowo złocone i niellowane. Powierzchnia czary, wraz z czterema medialonami, które się na niej znajdują, zdobiona jest przedstawieniami wykonanymi w technikach trybowania i rytowania. Łącznie umieszczonych jest osiem scen, przedstawiających dzieje Gedeona, pogromcy Madianitów, ze starotestamentowej Księgi Sędziów. Przedstawieniom figuralnym towarzyszą ornamenty roślinne i geometryczne.

## Pochodzenie
Czara włocławska powszechnie datowana jest na X wiek, należy więc do nielicznych w Polsce zabytków sztuki przedromańskiej. W starszej literaturze bywa także uznawana za dzieło XII-wieczne. Forma naczynia wywodzi się prawdopodobnie z Małej Azji i została przejęta w Europie w okresach sztuki karolińskiej i ottońskiej. Naczynie jest uznawane za dzieło szwabskie, być może związane z warsztatem z St. Gallen. Niewykluczone, że do Polski została przywieziona przez benedyktynów.